# رضا کیانیان
رضا کیانیان (زادهٔ ۲۹ خرداد ۱۳۳۰)، بازیگر سینما، تئاتر، تلویزیون و نویسنده ایرانی است.

## زندگی شخصی و هنری
رضا کیانیان در سال ۱۳۳۰ در محله میدان خراسان تهران زاده شد. به گفته خودش، پدرش معروف به حسین تهرانی، باستانی کار قدیمی تهران و همدوره هفت کچلون و حسین رمضون یخی بود. رضا دومین فرزند خانواده و دارای ۴ برادر و دو خواهر است. او در ۱ سالگی به همراه خانواده به مشهد نقل مکان کرد. در مشهد علاوه بر گذراندن دوران تحصیلات ابتدایی و دبیرستان، در حوزه علمیه مشهد به تحصیل دروس فقهی و اسلامی نیز پرداخت. اولین استاد بازیگری او برادرش داوود بود که در سال ۱۳۴۵ وی را در نمایشنامه از پانیفتاده‌ها به قلم غلامحسین ساعدی کارگردانی کرد. رضا به مدت سه سال در گروه تئاتر برادرش داوود فعالیت داشت. وی در سال ۱۳۵۵ از دانشکده هنرهای زیبای دانشگاه تهران در رشته تئاتر فارغ‌التحصیل شد. همسر او هایده قراچه داغی، خواهرزادهٔ سهراب سپهری است.
کیانیان فعالیت در سینما را از سال ۱۳۶۸ با حضور در فیلم تمام وسوسه‌های زمین ساخته حمید سمندریان آغاز کرد. کیمیا ساخته احمدرضا درویش نخستین کار قابل توجه او بود.
آژانس شیشه‌ای نقطه اوج او در سینما بود، وی در شانزدهمین دوره جشنواره فیلم فجر برای بازی در فیلم آژانس شیشه‌ای جایزه بهترین بازیگر نقش دوم را گرفت و در سیزدهمین دوره جشنواره فیلم فجر برای بازی در فیلم کیمیا کاندیدای دریافت جایزه بهترین بازیگر مرد نقش دوم بود. فیلم‌های سگ‌کشی، سینما سینماست، گاهی به آسمان نگاه کن، ماهی‌ها عاشق می‌شوند، یک حبه قند، فرش باد، یک تکه نان، روبان قرمز و کفشهایم کو؟ از کارهای شاخص او به‌شمار می‌رود و کیانیان در این آثار بازی‌های متفاوت و فوق‌العاده‌ای را به نمایش گذاشت. او برای بازی در فیلم خانه‌ای روی آب نیز سیمرغ بلورین بهترین بازیگر نقش اول مرد را از بیستمین دوره جشنواره فیلم فجر به‌دست‌آورد.
معروف‌ترین نقش تلویزیونی رضا کیانیان نقش جمشید در سریال شلیک نهایی به کارگردانی محسن شاه‌محمدی است. نقش تلویزیونی وی در سریال‌های، کیف انگلیسی در نقش یک روحانی مسن و در دوران سرکشی در نقش یک قاضی است.
برجسته‌ترین کار کیانیان در تلویزیون بازی وی در سریال مختارنامه در نقش عبدالله بن زبیر، خلیفه بزرگ زبیری در مکه است که علاوه بر آن که متفاوت‌ترین نقش هنری وی محسوب می‌شود، اولین کار تاریخی کیانیان در نقش یک شخصیت خاکستری است. وی یکی از بازیگران ثابت مجموعه تلویزیونی وکلای جوان نیز بوده است.
قلب یخی، شاهگوش و شهرزاد نیز آثار او در بخش نمایش خانگی به حساب می‌آید. در سال ۲۰۱۴ از وی برای ایفای نقش در سریال میهن دعوت شد، اما کیانیان این پیشنهاد را رد کرد، وی در اینباره گفت: هرگز دوست ندارم در اثری بازی کنم که به ملتم توهین کنند.
نمایش‌های آنتیگونه، خرده بورژوا، چهره‌های سیمون ماشا، ازدواج آقای می‌سی‌سی‌پی و یادگار سال‌های شن از جمله کارهایی است که کیانیان از سال ۱۳۴۵ به بعد در عرصه تئاتر در آن‌ها بازی کرده است. او در فروردین ۱۳۸۹ با بازی در نمایش پروفسور بوبوس به کارگردانی آتیلا پسیانی بعد از ۶ سال دوری از تئاتر دوباره به تئاتر بازگشت.
کیانیان علاوه بر فعالیت‌های هنری و بازیگری، به فعالیت‌های دیگری نیز مشغول است. از جمله این فعالیتها تأسیس مؤسسه فرهنگی هنری اردیبهشت عودلاجان با همراهی و همکاری فرهاد توحیدی و بهروز مرباغی است.

## فعالیت‌های سیاسی
کیانیان در سنین جوانی و قبل از انقلاب اسلامی (دهه ۵۰ شمسی) عضوی از گروه سیاسی-نظامی و مارکسیستی پیکار بود. بعد از انقلاب نیز وی همچنان در این سازمان باقی ماند تا جایی‌که مسئولِ بخش «خراسان» این گروهِ مارکسیستی می‌شود، اما در سال ۶۰ و به‌هنگام دستگیری پی‌درپی اعضای گروه‌های سیاسی مخالف جمهوری اسلامی، وی دستگیر و رهسپار زندان می‌شود اما کیانیان با تواب شدن از اعدام رهایی می‌یابد.
رضا کیانیان در یادداشتی از مسعود پزشکیان خواست دربارهٔ نحوه لباس پوشیدن خود تجدید نظر کند.

## آثار

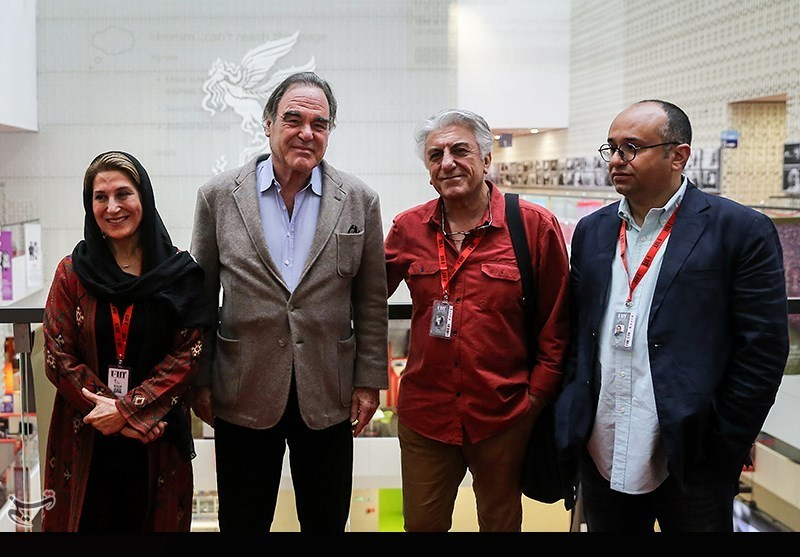
از راست به چپ: مازیار میری، رضا کیانیان، الیور استون، فاطمه معتمدآریا

## سایر

### تألیف و انتشار کتاب
- سومین سرنوشت داوود
- بازیگری ۱۳۷۶
- تحلیل بازیگری ۱۳۷۹
- شعبده بازیگری ۱۳۸۵
- بازیگری در قاب
- ناصر و فردین
- عکس‌های تنهایی
- این مردم نازنین
- قار سوم
- کتاب کودکان

### گالری و کمپین‌ها
- ایجاد کمپین و ثبت پیامکی من دریاچه ارومیه هستم، برای حمایت از بی آبی به‌خصوص دریاچه ارومیه در ایران ۱۳۹۵
- دعوت از هنرمندان به کمپین یک میلیون امضا به سازمان ملل برای پیگیری فاجعه منا ۱۳۹۴
- حمایت از بی خانمان‌ها و اضافه کردن سین تازه به نام سرپناه با هنرمندان ۱۳۹۳
- اکشنر حراج تهران به سبک کریستیز ۱۳۹۱
- برگزاری نمایشگاه‌های عکاسی ۱۳۸۷ و ۸۹
- برگزاری نمایشگاه انفرادی مجسمه ۱۳۸۶
- طراح پوستر و بروشور
- معلمی و مطبوعات کار
- معمار داخلی و تابلوساز
- مهندس و ناظر ساختمان
- کار در مرکز هنرهای نمایشی ۱۳۶۷
- مقاله و تحلیل مجلات سینمایی

## جوایز
- کاندید سیمرغ بلورین بهترین بازیگر نقش اول مرد، جشنواره فیلم فجر برای بازی در فیلم کفشهایم کو؟ ۱۳۹۴
- بازیگر منتخب نویسندگان و منتقدان ماهنامه سینمایی فیلم به عنوان یکی از پنج بازیگر برتر تاریخ سینمای ایران ۱۳۸۹
- کاندید تندیس بهترین بازیگر نقش مکمل مرد، جشن سینمای ایران برای بازی در فیلم همیشه پای یک زن در میان است ۱۳۸۷
- دریافت تندیس حافظ یک عمر فعالیت هنری، جشن دنیای تصویر ۱۳۸۶
- برنده جایزه ویژه هیئت داوران جشنواره بین‌المللی فیلم کرالا ۲۰۰۸
- برنده تندیس بهترین بازیگر نقش اول مرد، جشن سینمای ایران برای بازی در فیلم یک بوس کوچولو ۱۳۸۵
- کاندید تندیس زرین بهترین بازیگر نقش اول مرد، جشن سینمای ایران برای بازی در فیلم ماهی‌ها عاشق می‌شوند ۱۳۸۴
- برنده تندیس زرین بهترین بازیگر نقش اول مرد، برای بازی در فیلم یک بوس کوچولو ۱۳۸۴
- کاندید سیمرغ بلورین بهترین بازیگر نقش اول مرد، جشنواره فیلم فجر برای بازی در فیلم ماهی‌ها عاشق می‌شوند ۱۳۸۳
- کاندید تندیس زرین بهترین بازیگر نقش اول مرد، جشن خانه سینما برای بازی در فیلم فرش باد ۱۳۸۲
- برنده لوح زرین بهترین بازیگر نقش اول مرد، جشنواره فیلم فجر برای بازی در فیلم فرش باد ۱۳۸۱
- برنده تندیس بهترین بازیگر نقش اول مرد، جشن خانه سینما برای بازی در فیلم خانه‌ای روی آب ۱۳۸۱
- کاندید سیمرغ بلورین بهترین بازیگر نقش اول مرد، جشنواره فیلم فجر برای بازی در فیلم‌های فرش باد و گاهی به آسمان نگاه کن ۱۳۸۱
- برنده سیمرغ بلورین بهترین بازیگر نقش اول مرد، جشنواره فیلم فجر برای بازی در فیلم خانه‌ای روی آب ۱۳۸۰
- برنده طراحی صحنه نمایش نیلوفر آبی ۱۳۷۷
- برنده سیمرغ بلورین بهترین بازیگر نقش مکمل مرد، جشنواره فیلم فجر برای بازی در فیلم آژانس شیشه‌ای ۱۳۷۶
- کاندید سیمرغ بلورین بهترین بازیگر نقش مکمل مرد، جشنواره فیلم فجر برای بازی در فیلم کیمیا ۱۳۷۳